# ۲۱۰ (میلادی)
۲۱۰ (میلادی) دویست و دهمین سال تقویم میلادی است.

## درگذشتگان
‎